# لی ته ایم
لی ته ایم (کره‌ای: 이태임؛ زادهٔ ۲ سپتامبر ۱۹۸۶) بازیگر اهل کره جنوبی است.